# Mellkas

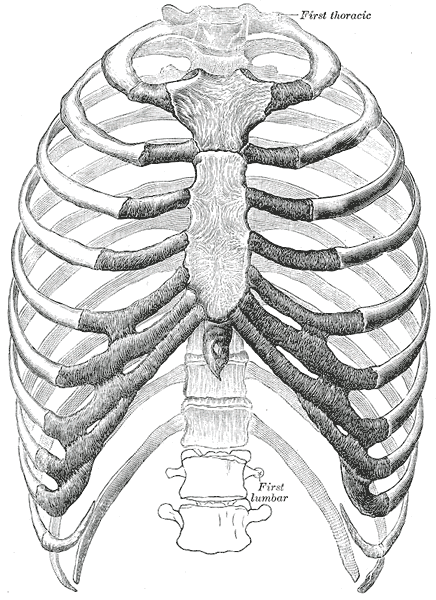
Az emberi mellkas csontos váza (elölnézet).

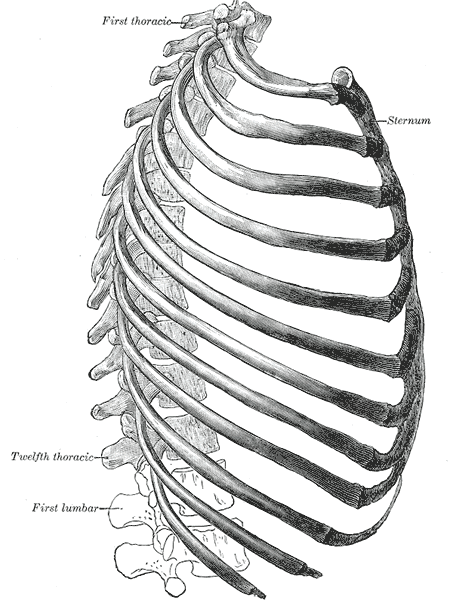
Az emberi mellkas csontos váza (oldalnézet).

A mellkas (thorax) az emberi test, az emlősök és bizonyos más állatokfajok testének része. Az ember törzsének nyak és has közötti része. Az emberben olyan védett üregrendszert, a kétoldali, páros mellhártyaüreget és a tüdőket, és a középső, páratlan gátort (mediastinum) határolja , amelyek életfontos szerveket tartalmaznak. A mellkasfal mechanikailag védi ezeket a szerveket a külső behatásoktól. A mellkas aktív mozgásaival és rugalmasságával fontos szerepet játszik a légzésben. A légzőizmok nagy része a bordákon rögzül. A bordaközökben is légzőizmok vannak, nevezetesen: a külső bordaközi izmok (musculus intercostalis externus), amelyek belégző izmok, és a belső bordaközi izmok (musculus intercostalis internus), amelyek kilégző izmok.

## Határai
A csontos  mellkas (thorax) határait legelöl a szegycsont, elöl oldalt és részben hátul a bordák,  hátul középen a bedomborodó gerinc (columna vertebralis) alkotják. Felső nyílása az (apertura thoracis superior), alsó nyílása (apertura thoracis inferior), ürege a (cavum thoracis).
A csontos mellkas ürege nem azonos a mellkasi és gátori szerveket befogadó mellüreggel. A mellüreg lezárásában szerepet játszanak a bordaközi izmok (musculi intercostales) és kötőszövetes lemezek (fasciák), felfelé beterjed  a szíjizmok ( musculi scaleni) kúpja által alkotott sátorszerű üregbe, alul a hasüreg felé a rekeszizom zárja el. A rekeszizom domborulatai, a  rekeszkupolák - és az alattuk lévő felső hasüregi szervek - benyomulnak a mellkasba. A jobb oldali rekeszkupola felső határa középállásban az [VI.] a bal oldalié az [V.] bordaközig domborodik fel. Fent a kétoldali tüdőcsúcsok túlérnek a mellkas felső nyílásán és beterjednek a szíjizmok alkotta kúp alakú üregbe, a gátor képződményei pedig éles határ nélkül folytatódnak a nyakra.

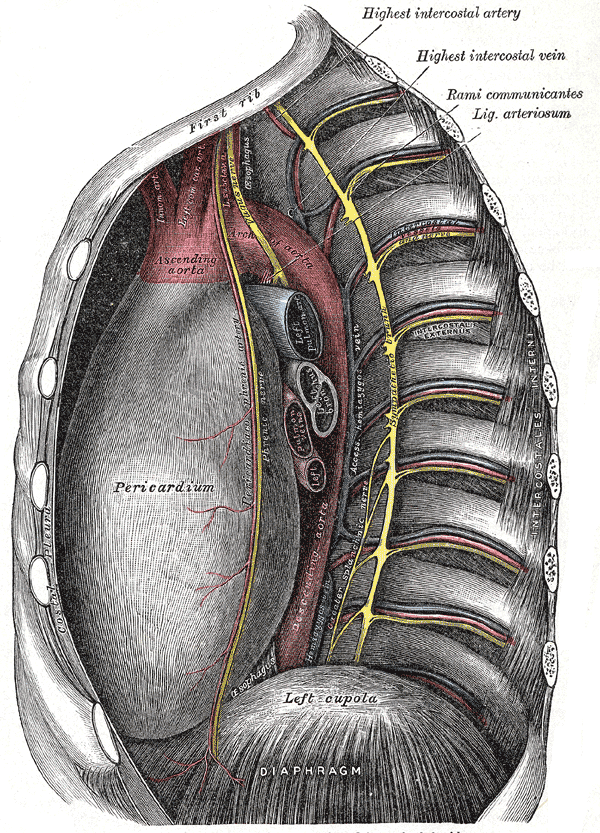
A gátor és a bordaközi terek képletei belülről feltárva. Bal oldalról nézve. A belépő képletek (felülről lefelé) a véna, artéria és nervus intercostalis. Elöl a szív és az aorta, a szíven a lemetszett nagyerek csonkjainak nyílásai láthatók. Mögöttük (sárgával jelölve) a szimpatikus dúclánc.

.

## Az ember mellkasi szervei
Mivel a mellkasi szervek külön szócikkekben részletesebben is szerepelnek, ezért a jelen szócikk csak ezek felsorolását és a rákeresés lehetőségét tartalmazza.
- Csontok
  - lapocka
  - szegycsont
  - a gerinc mellkasi része
  - kulcscsont
  - bordák
  - álbordák
  - (A lapocka és a kulcscsont ugyan szorosan összefüggenek a mellkassal, de a felső végtag övcsontjaihoz tartoznak!)
- Izmok
  - külső bordaközi izmok
  - belső bordaközi izmok
  - nagy- és kis mellizom
  - trapézizom és nyak
  - elülső fűrészizom
  - széles hátizom
  - elülső fűrészizom
  - rekeszizom
- Külső szervek
  - bőr
  - emlőmirigyek
- Belső szervek
  - szív
  - szívburok
  - Nagy artériák és nagy vénák
    - aorta
    - felső üres visszér
    - alsó üres visszér
    - tüdőartéria

  - tüdő
  - mellhártya
  - gátor, és a gátorban elhelyezkedő szervek

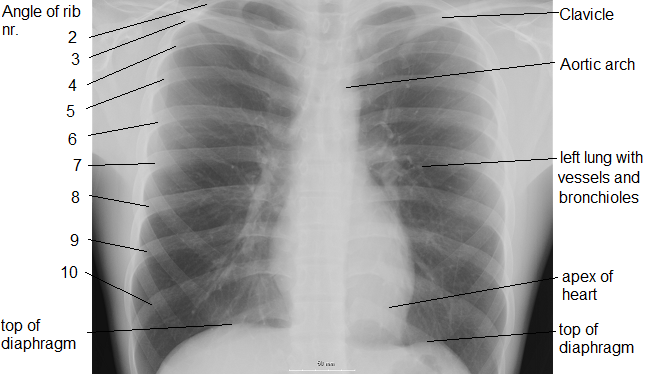
Az emberi mellkas röntgenképe.

## Mellkasi sérülések
Különböző súlyosságú fokozatai változatos erőbehatásokra jöhetnek létre. Elesés, sportsérülések, magasabb helyről való lezuhanás, közlekedési balesetek, szúrás, lövés okozta sérülések stb. Az enyhébb traumák csak a mellkasfal alkotórészeit, a súlyosabb tompa erőbehatások és a mellkasfalon áthatoló sérülések a mellkasi szerveket is különböző mértékben károsíthatják. (Az egyszerű bőrhorzsolástól a belső szervek halálos kimenetelű károsodásáig.) Az Egyesült Államokban mellkasi sérülések felelősek a trauma miatt bekövetkező halálok kb. 25%-áért. (Shahani és Rohit 2005).

## A mellkas és a mellkasi szervek betegségei
A mellkas és a mellkasi szervek betegségeire vonatkozóan az adott részeket tárgyaló szócikkekben találhatók rövidebb vagy részletesebb leírások.
Bőr
Emlőmirigy
Mellhártya
Tüdő
Szív